# デスコルト
デスコルト（descort, descortz）は、トルバドゥールが使ったオック語抒情詩のサブジャンル。変わった韻律構造と不規則な押韻の韻文形式および/または感覚の耳障りな歌で、不調和を表現するのに多く用いられた。Garin d'Apchierが「Quan foill'e flors reverdezis / et aug lo chan del rossignol（葉と花が芽を出す時/私はナイチンゲールの歌を聞く）」で始まる歌（現在は失われている）を書くときに発明したと、Garinのヴィーダには書かれている。